# Буланже, Муссе
Муссе Буланже (фр. Mousse Boulanger, при рождении Берта София Нейеншвандер фр. Berthe Sophie Neuenschwander, 3 ноября 1926 года, Бонкур, Швейцария — 16 января 2023 года, Пайерн, Бруа, Швейцария) — швейцарская поэтесса, актриса и телепродюсер.
Известна как популяризатор швейцарских деятелей культуры в Швейцарии и за рубежом, посол франкоязычной культуры за рубежом.

## Биография
Родилась в Бонкуре 3 ноября 1926 года в семье эльзасского происхождения, отец был работником табачной компании «Burrus». В детстве воскресные дни проводила на ферме своего дяди, где наслаждалась сельскими красотами, разъезжая по окрестностям на пони. Её родители стремились воспитать детей в максимально возможной свободе. В возрасте 12 лет взяла прозвище Муссе, чтобы смягчить настоящее имя, Берта.
В 1930-х годах отец Муссе купил первый транзистор, и она сразу представила себя «разговаривающей на станции».
Посещала кантональную школу в Поррантруи, которую окончила по торговой специальности. В её классе, среди прочего, читали истории Ги де Мопассана, которые произвели на неё глубокое впечатление. Любовь к слову была пробуждена у неё различными диалектами, на которых говорили в семье. Занималась журналистикой, писала стихи. Ездила в Кембридж (в качестве медсестры), была очарована музеями, такими как галерея Тейт или Национальная галерея, но, прежде всего, постановками произведений Шекспира с Вивьен Ли и Лоуренс Оливье. Училась театральному искусству, её учителями были Жермен Турнье и Жан Хорт. Позже занималась в Социальной школе музыки в Женеве. 27 мая 1953 года присутствовала на ежегодном конгрессе культурной организации Connaître, где познакомилась со своим будущим мужем Пьером Буланже. Пара поженилась в 1955 году.
В 1961 году Пьер и Муссе Буланже начали программу по болгарской литературе в цикле «Универсальная поэзия». Затем их обоих пригласили в посольство в Болгарии, где они дебютировали на сцене. Позже они приезжали в Болгарию ещё десять раз. С 1971 по 1974 год они гастролировали с Хосе Аспиасу и его дочерью Лупе. Вчетвером они представляли шоу в Румынии и Франции.
В 1978 году Муссе потеряла мужа, Пьера, заразившегося вирусом в Африке. Несмотря на это, она продолжила работу, была избрана на пост президента Швейцарского общества писателей и занимала эту должность по 1982 год, затем возглавила орган Конфедерации, отвечающий за сбор гонораров за публикации.
В 1997 году получила литературную премию кантона Во (фр. Prix des écrivains vaudois).
Умерла в больнице в Пайерне 16 января 2023 года в возрасте 96 лет.

### Поэзия
- Tendre pays, poèmes, [Jarnac, (F)], Éd. Les Poètes de la Tour, 1967, 31 p.
- Reflets [poèmes et nouvelles], aquarelles d’Ernest Wirz, Lausanne (CH), Éd. des Terreaux, 1973, 29 p.
- Ce qui reste du jour, poèmes, gravure de Georges Borgeaud, Bagnols-sur-Cèze (F), Éd. Chambelland, 1975, 41 p.
- Poèmes-missives, Rochessauve-en-Ardèche (F), Éd. de la Guilde du poème, avec un texte de Pierre Seghers, 1985, 35 f., ill.
- Poèmes à l’homme, avec des photogr. de Christiane Kolla, Lausanne (CH), Éd. de l’Aire, coll. Métaphore, 1988, 48 p.
- «Ballade octobrine», Klaxon 95, cahier universel no 4, 1995, intitulé La Poésie provençale contemporaine, p. 42. Poème édité à l’origine sur 6 timbres, dont les motifs sont des photos de Grégoire Boulanger (Collection Poéstalies, Éditions du Pont d’art, CH-1987 Syens).
- L’Écuelle des souvenirs, récit-poème, Lausanne (CH), Éd. L’Âge d’homme, coll. Contemporains, ill. de couv. de Lermite, 2000, 50 p.
- J’attends les algues sur la pierre, Grand-Saconnex (CH), Éd. Le Miel de l’ours, coll. Les cahiers poétiques n°> 5, 2005, 46 p.
- Aussi mince que l’oiseau, poèmes, Lausanne (CH), Éd. L’Âge d’homme, 2007, 64 p. Contient «La passementerie des jours», «Poèmes du bras cassé» [dédié à Jacques Chessex], et «Lutte». Notes: «Les poèmes du bras cassé ont été écrits après un accident en octobre 2006, sur la suggestion de Jacques Chessex. Le poème à mon fils est né lors d’une maladie.»
- Le Collier des solitudes, Grand-Saconnex (CH), Éd. Le Miel de l’ours, coll. Les cahiers poétiques no 17, 2008, 52 p.
- Sagesse de l’arbre, Grand-Saconnex (CH), Éd. Le Miel de l’ours, ill. de Christiane Bonder, avec un message de Pierre Seghers, coll. Les cahiers poétiques no 31, 2013, 48 p.
- L’Oisellerie, Grand-Saconnex (CH), Éd. Le Miel de l’ours, ill. de Christiane Bonder, coll. Les cahiers poétiques no 53, 2017, 63 p.

### Проза
- L’Arbre aux oiseaux, contes pour grandes personnes, ill. d’aquarelles d’Ernest Wirz, Lausanne (CH), Éd. des Terreaux, 1978, 48 p.
- Promenade avec Gustave Roud, entretiens recueillis par Mousse Boulanger, notes de Jean-Louis Cornuz, «Un autre Gustave Roud», de Philippe Jaccottet, «Post-scriptum», de Gustave Roud «La légende de Philippe, le chat, et de son maître» et «Poésie à V.M.», Quimper, Éd. Calligrammes, 1987, 56 p.
- Si ce n’est le passant, récits, Yverdon-les-Bains, Éditions de la Thièle, 1991, 117 p.
- L’Oiselière : histoire d’ailes, Grolley (CH), Éd. de l’Hèbe, coll. Nouvelles, 1994, 97 p.
- La Petite Emma, témoignages, postface de Pierre Avvanzino, Grolley (CH), Éd. de l’Hèbe, 1996, 139 p.
- Noël de toujours : souvenirs, brèves, contes, Grolley (CH), Éd. de l’Hèbe, 1998.
- Et si la poésie n’existait plus ? Excursion en contrées poétiques, Grolley (CH), Éd. de l’Hèbe, coll. La question n° 12, 2002, 88 p.
- La Déchéance, roman, Lausanne (CH), Éd. L’Âge d’homme, 2004, coll. Contemporains, 170 p.
- Légende de la Gruyère : l’ours et la grue, Yens sur Morges (CH), Éd. Cabédita, ill. de Sergej Tonsic, coll. Espace et Horizon, 2005, 63 p.
- Du sang à l’aube, roman, Lausanne (CH), Éd. l’Âge d’homme, coll. Contemporains, 2010, 102 p.
- Les Frontalières, récit, Lausanne (CH), Éd. l’Âge d’homme, ill. de Christiane Bonder, 2013, 79 p.